# 兒童津貼
兒童津貼又稱家庭津貼，是某些國家发放给向符合条件的儿童、青少年的父母或监护人的社会保障金。在大多数情况下，一國政府都是经过經濟狀況調查後，再制定相應的兒童津貼發放政策。每個家庭孩子的数量越多，收到的兒童津貼也越多。有時兒童津貼金額還會和兒童家長的收入掛鉤。通常政府發放兒童津貼的目的是鼓勵生育、讓有孩子的低收入家庭獲得保障。中國曾一度將兒童津貼發放給獨生子女家庭，目的是鼓勵計劃生育。 有些國家為了阻止童工現象的發生以及讓女孩接受教育，則以是否上學為條件來發放兒童津貼。